# 虉草屬
虉草属（學名：Phalaris），又名草芦属，是禾本科的一个属。植物常為鳥類提供可食用的種子。除南极洲外所有洲都有它的种类。它们生长在从海平面下的低地到数千尺高的高原和山上，从湿地到干旱地区都有生长。

## 描述
虉草屬的植物有一年生的也有多年生的。有一丛一丛的也有通过根茎蔓延成片的。它们的高度差异也非常大（金絲雀虉草最多40厘米高，而鹬草则可以达2.5米高）。
叶细长，扁，往往有完整、皮状、没有刺的叶舌。
种子组成穗，有些种的穗紧密，整个穗卵状，有些种的穗断续连在一起。穗是扁的。每个小穗由三朵花组成，但是下面的两朵是不孕的，退化为草皮，最上面的那朵花有生育能力。花托的两片草皮有三条明显的绿色的脉，中空，往往沿中脉在背面突出。它们往往和小穗一样长，因此可以把花包起来。各个种的形状差异很大。

## 分布
鹬草环北极区生长，其它种主要来自地中海地区和南美洲温和区域。一些这些种被携带到其它地区，因此今天在所有的大洲上均有虉草屬植物生长。
大多数种喜欢河边或者沼泽地区多灌木潮湿的地方。入侵物种作为害草生活在田里或者路边、荒野地和废物场上。

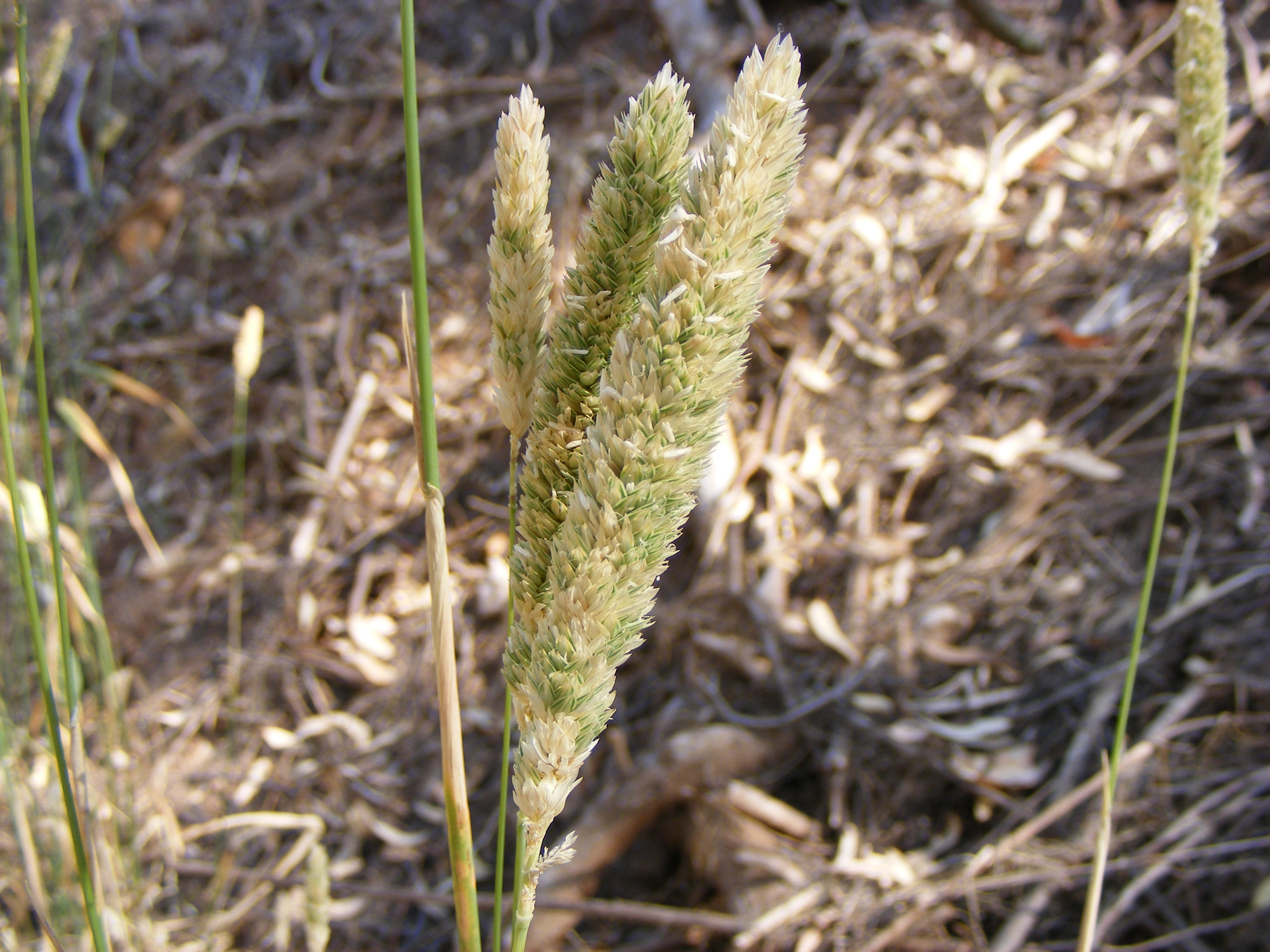
Phalaris aquatica

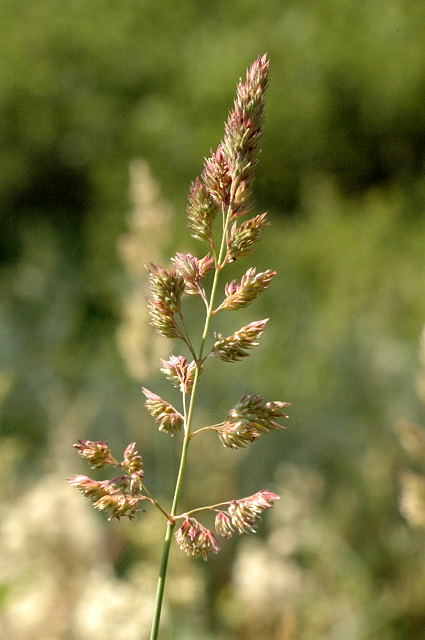
鹬草

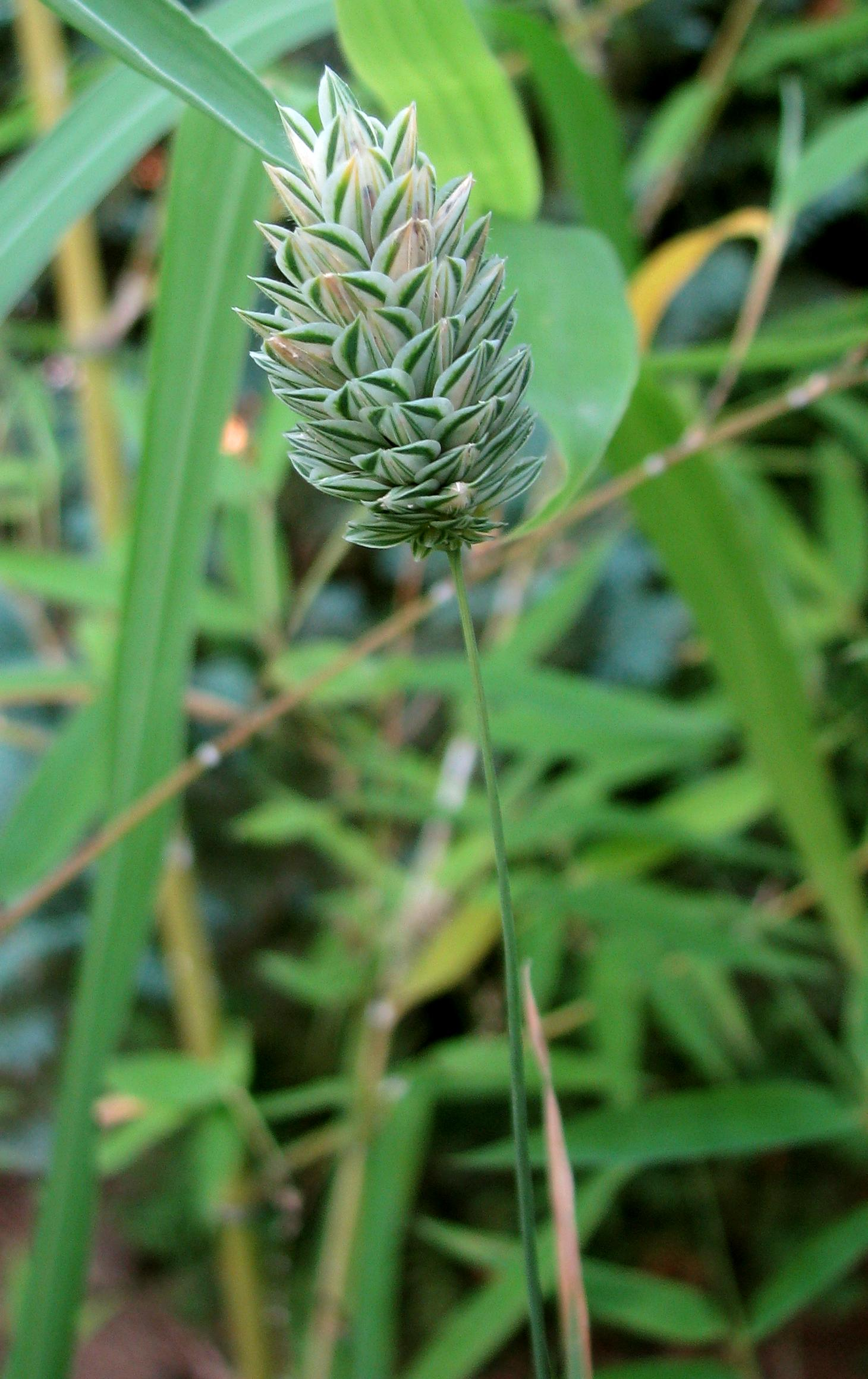
金絲雀虉草

## 分类
各个学者把虉草屬分15到22个种。
- Phalaris amethystina Trin.
- Phalaris angusta
- 喜湿虉草 Phalaris aquatica
- 虉草 Phalaris arundinacea
  - 玉带草 Phalaris arundinacea var. picta
- Phalaris brachystachys
- 加利福尼亚虉草 Phalaris californica
- 金絲雀虉草 Phalaris canariensis 加纳利虉草
- Phalaris caroliniana
- Phalaris coerulescens
- Phalaris commutata
- Phalaris daviesii
- Phalaris elongata Braun-Blanq.
- Phalaris lemmonii
- 小子虉草 Phalaris minor
- 奇異虉草 Phalaris paradoxa
- Phalaris platensis Henrard ex Wacht.
- Phalaris truncata Guss. ex Bertol.
- 球茎虉草 Phalaris tuberosa